# Bơi nghệ thuật tại Đại hội Thể thao châu Á 2014
Bơi nghệ thuật tại Đại hội Thể thao châu Á 2014 được tổ chức tại Trung tâm thể thao dưới nước Park Tae-hwan Munhak, Incheon, Hàn Quốc từ ngày 20 đến ngày 23 tháng 9 năm 2014. Chỉ có các nội dung thi đấu dành cho nữ được tổ chức trong giải đấu.

## Lịch thi đấu
| T | Technical routine | F | Free routine |

| ND↓/Ngày →  | Thứ 7 20/9 | Thứ 7 20/9 | CN 21/9 | Thứ 2 22/9 | Thứ 3 23/9 |
| ----------- | ---------- | ---------- | ------- | ---------- | ---------- |
| Đôi nữ      | T          | F          |         |            |            |
| Đồng đội nữ |            |            | T       | F          |            |
| Hỗn hợp nữ  |            |            |         |            | F          |

## Quốc gia tham dự
Tổng cộng 76 vận động viên đến từ 9 quốc gia tranh tài môn bơi nghệ thuật tại Đại hội thể thao châu Á 2014:
- Trung Quốc (12)
- Hồng Kông (8)
- Nhật Bản (11)
- Kazakhstan (11)
- Ma Cao (10)
- Malaysia (3)
- CHDCND Triều Tiên (10)
- Hàn Quốc (2)
- Uzbekistan (9)

## Danh sách huy chương
| Nội dung           | Vàng | Bạc | Đồng |
| ------------------ | --- | --- | --- |
| Biểu diễn đôi      | Trung Quốc (CHN) · Hoàng Tiết Chấn · Tôn Văn Yên · Tôn Nghị Kính | Nhật Bản (JPN) · Inui Yukiko · Kazumori Hikaru · Mitsui Risako | Kazakhstan (KAZ) · Alexandra Nemich · Yekaterina Nemich · Amina Yermakhanova |
| Biểu diễn đồng đội | Trung Quốc (CHN) · Trần Tiểu Quân · Cố Tiểu · Quách Lệ · Lý Tiểu Lộ · Lương Tân Bình · Tôn Văn Yên · Tôn Nghị Kính · Đường Mạnh Nĩ · Vũ Lệ Lệ · Tăng Chấn                                  | Nhật Bản (JPN) · Miho Arai · Hakoyama Aika · Inui Yukiko · Itoyama Mayo · Kazumori Hikaru · Marumo Kei · Mitsui Risako · Nakamaki Kanami · Nakamura Mai · Yoshida Kurumi                    | CHDCND Triều Tiên (PRK) · Jong Na-Ri · Jong Yon-Hui · Kang Un-Ha · Kim Jin-Gyong · Kim Jong-Hui · Kim Ju-Hye · Kim U-Na · Ri Il-Sim · Ri Ji-Hyang · Yun Yu-Jong                                                                      |
| Combination        | Trung Quốc (CHN) · Trần Tiểu Quân · Cố Tiểu · Quách Lệ · Hoàng Tiết Chấn · Lý Tiểu Lộ · Lương Tân Bình · Tôn Văn Yên · Tôn Nghị Kính · Đường Mạnh Nĩ · Ân Thành Tân · Vũ Lệ Lệ · Tăng Chấn | Nhật Bản (JPN) · Arai Miho · Hakoyama Aika · Inui Yukiko · Itoyama Mayo · Kazumori Hikaru · Marumo Kei · Mitsui Risako · Miyazaki Natsumi · Nakamaki Kanami · Nakamura Mai · Yoshida Kurumi | Kazakhstan (KAZ) · Aigerim Anarbayeva · Xeniya Kachurina · Yuliya Kempel · Alina Matkova · Aisulu Nauryzbayeva · Alexandra Nemich · Yekaterina Nemich · Daniya Talgatova · Kristina Tynybayeva · Amina Yermakhanova · Olga Yezdakova |

## Bảng tổng sắp huy chương
| Hạng               | Đoàn                    | Vàng | Bạc | Đồng | Tổng số |
| ------------------ | ----------------------- | ---- | --- | ---- | ------- |
| 1                  | Trung Quốc (CHN)        | 3    | 0   | 0    | 3       |
| 2                  | Nhật Bản (JPN)          | 0    | 3   | 0    | 3       |
| 3                  | Kazakhstan (KAZ)        | 0    | 0   | 2    | 2       |
| 4                  | CHDCND Triều Tiên (PRK) | 0    | 0   | 1    | 1       |
| Tổng số (4 đơn vị) | Tổng số (4 đơn vị)      | 3    | 3   | 3    | 9       |